# Analuz Carol
Analuz Ailen Carol (Bahía Blanca, 30 de mayo de 1984) es una ingeniera pesquera argentina, diputada nacional (mandato cumplido) por la provincia de Tierra del Fuego, Antártida e Islas del Atlántico Sur del Frente para la Victoria. Actualmente es secretaria de Ciencia y Tecnología de dicha provincia, bajo la gestión del gobernador Gustavo Melella.

## Biografía
Desde los dos años reside en la Provincia de Tierra del Fuego donde desarrolló sus estudios. Es egresada del Colegio secundario CIERG de la Ciudad de Río Grande, con el título de técnica en Economía y Gestión de las organizaciones.
Realizó sus estudios en la Universidad Tecnológica Nacional (UTN), Facultad Regional Río Grande (FRRG) extensión aúlica Ushuaia, siendo la primera mujer en obtener el Título de Ingeniera Pesquera con orientación captura. En los años 2008/2009 fue becaria del equipo científico encargado de realizar los estudios para la Comisión Nacional del Límite Exterior de la Plataforma Continental (COPLA), por el cual recientemente la Comisión de Límites de la Plataforma que depende de la Convención de las Naciones Unidas sobre el Derecho del Mar (CONVEMAR) por decisión unánime aceptó el pedido argentino de extensión de la Plataforma Continental Argentina hasta las 350 millas, incorporando 1,7 millón de kilómetros cuadrados a la Soberanía Argentina.
Se desempeñó como docente investigadora en la Universidad Nacional de Tierra del Fuego (UNTDF) y en la Universidad Tecnológica Nacional (UTN).
El 25 de octubre de 2015 fue elegida Diputada Nacional por la Provincia de Tierra del Fuego, asumiendo el 10 de diciembre de ese año y siendo la sexta mujer más joven (31 años de edad) en ocupar una banca en la cámara baja. 
Como Diputada votó a favor de realizar una Consulta Popular por el Megaendeudamiento para los Fondos Buitre, a favor del repudio al Golpe de Estado en la hermana República de Brasil, a favor de la Ley Antidespidos y la Ley de PYMES. Votó en contra del Mega Endeudamiento para pagarle a los Fondos Buitre y de la Ley Ómnibus de Blanqueo de Capitales y desfinanciación del sistema previsional.
El 21 de julio de 2016 en homenaje a la promulgación de la Ley 26.618 de Matrimonio Igualitario se casó con la Concejal (FPV) de Tolhuin, Ana Paula Cejas.
- Datos: Q21856066
- Multimedia: Analuz Carol / Q21856066